# Cropston Reservoir

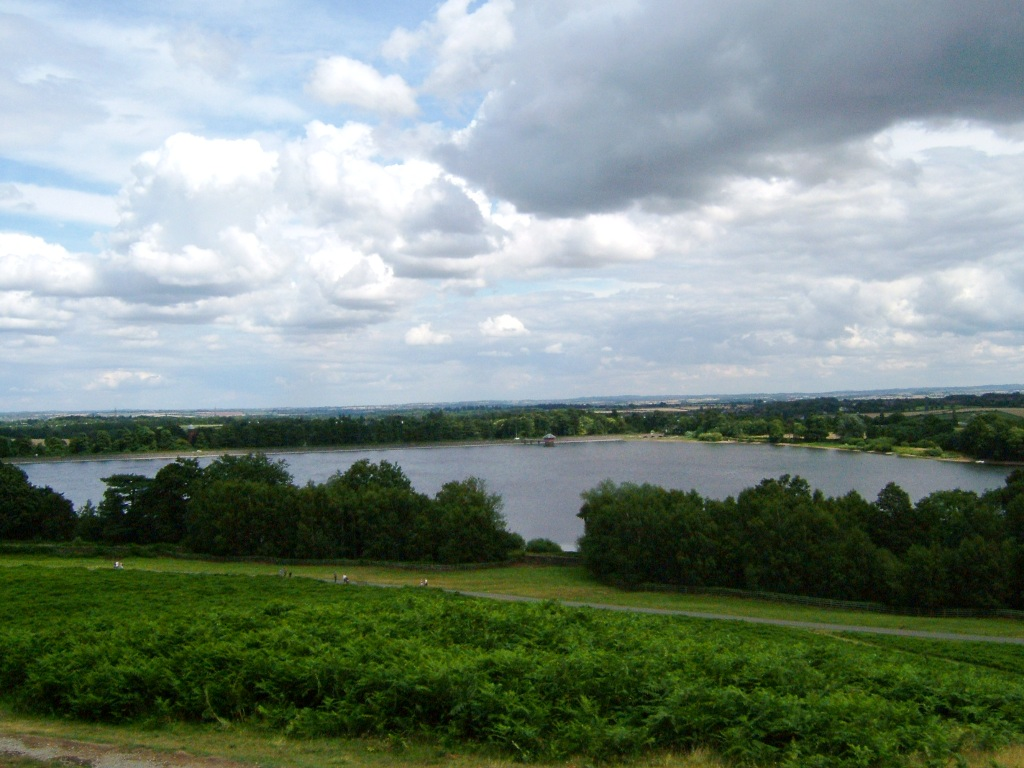
Panorama Cropston Reservoir

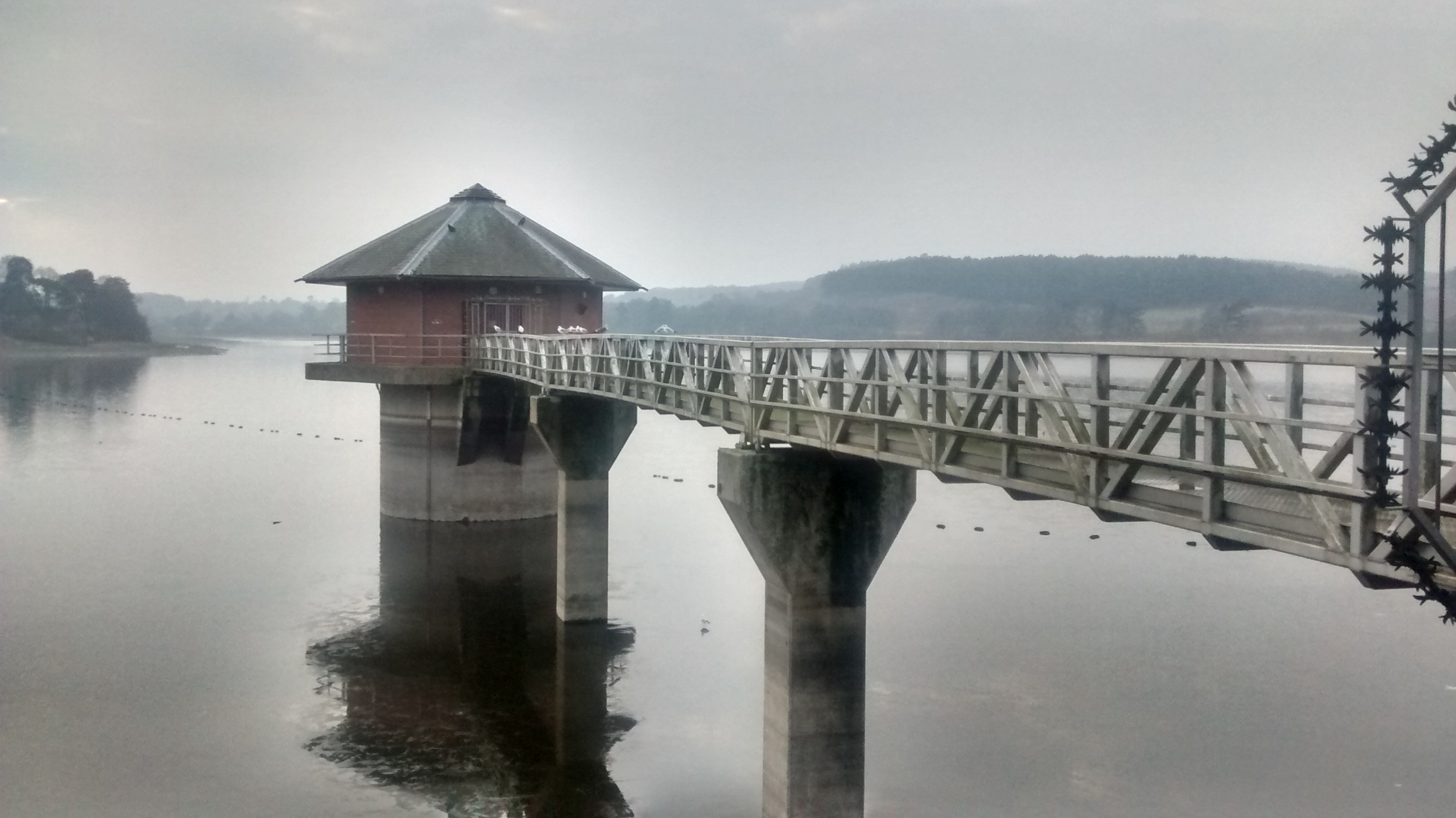
Widok na most i budynek

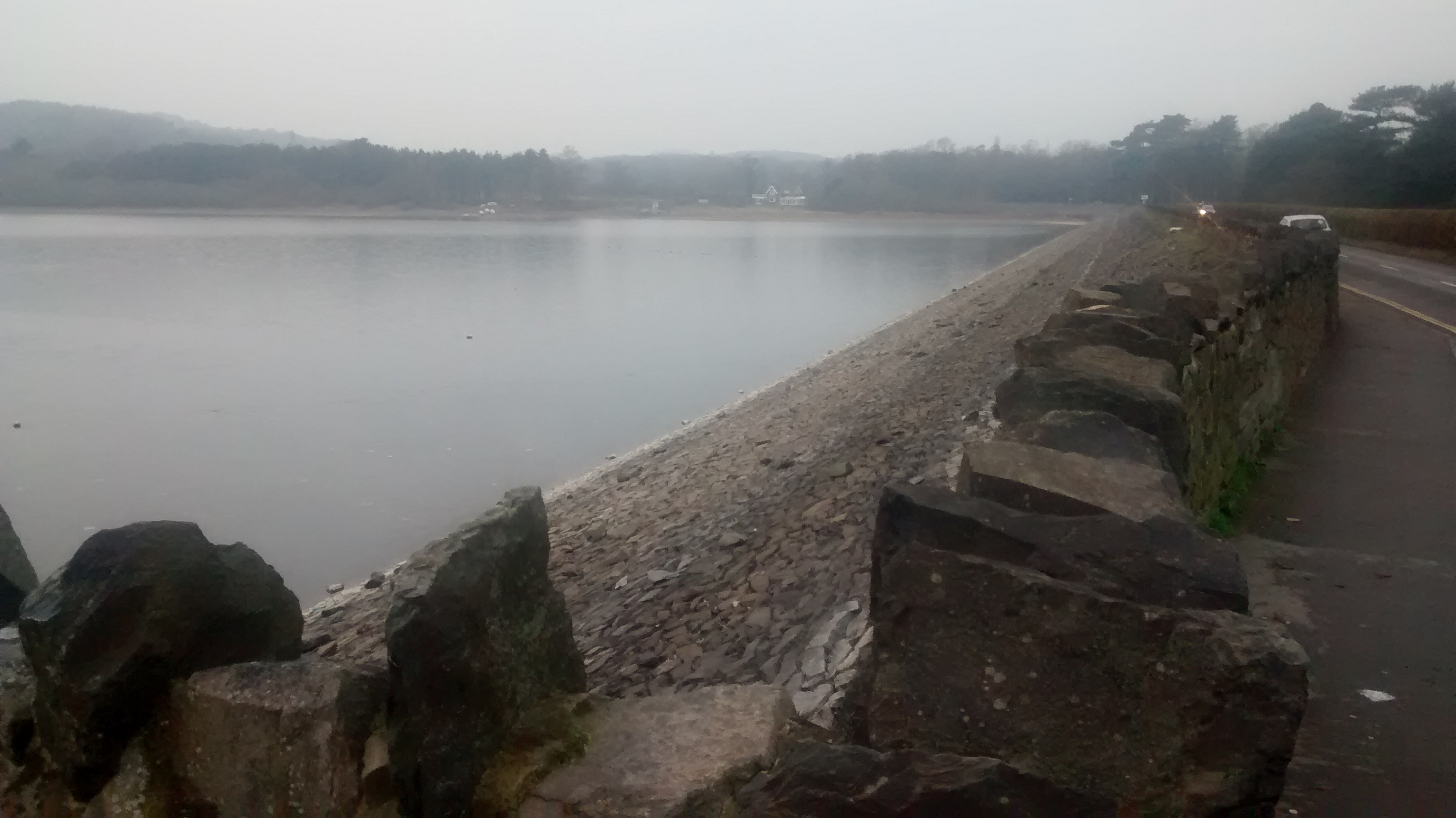
Widok na zaporę

Cropston Reservoir – zbiornik wodny położony przy lasach Charnwood obok Bradgate Park w hrabstwie Leicestershire w Wielkiej Brytanii.
Pierwotnie znany jako Bradgate Reservoir. Zbiornik ukończony w 1870 r., otwarty w maju 1871 roku. Od strony północno-wschodniej znajduje się zapora o długości 694,9 metra i wysokości 15,5 metra. Ściana zapory zbudowana z kamieni. Projektantem budowy był George’a Rudkin. Koszt budowy zapory wyniósł 41356 funtów brytyjskich.
Zbiornik utworzony dzięki rzece Lin, która przepływa przez Bradgate Park.